# Hermann Joseph Muller
Hermann Joseph Muller (1890-1967) là nhà khoa học người Mỹ. Ông là một nhà di truyền học nổi tiếng. Ông là một trong 3 người học trò tham gia nghiên cứu cùng Thomas Hunt Morgan (2 người kia là Alfred Sturtevant và Calvin Bridges). Hermann Muller đoạt Giải Nobel Sinh lý và Y khoa vào năm 1946 cho việc khám phá ra cách tạo đột biến bằng phương pháp chiếu xạ.